# Hans-Jürgen Breuer
Hans-Jürgen Breuer (* 17. Oktober 1953) studierte Volkswirtschaft in Freiburg im Breisgau und promovierte 1981 über das geldpolitische Thema Die Offenmarktpolitik der Deutschen Bundesbank. Anschließend arbeitete er in leitenden Positionen bei Banken. Seit 1990 ist er als Personalberater und Coach tätig, seit 1993 mit seinem eigenen Unternehmen. Nach einer Ausbildung zum „systembezogenen Hypnotherapeuten“ beim Milton-Erickson-Institut in Köln (2004) arbeitet er heute überwiegend als Coach für Führungskräfte und schreibt Fachbücher und Kriminalromane.

## Leben
Nach seinem Studium absolvierte Breuer 1977 zunächst seinen Zivildienst in der Wirtschaftsabteilung der Universitätsklinik Freiburg und erstellte in Zusammenarbeit mit dem Klinikhygieniker Professor Franz Daschner eine Studie über die „Reorganisation des Reinigungsverfahrens“. Im Anschluss daran war Breuer von 1978 bis 1981 für das Institut für Spar-, Giro- und Kreditwesen an der Universität Freiburg unter der Leitung von Werner Ehrlicher tätig und wirkte in Lehre, Forschung und Beratung mit. Aus einem seiner Forschungsprojekte entstand seine Dissertation.
Nach Stationen bei Kienbaum Consultants International und als Geschäftsführer der Unternehmensberatung Deininger in Frankfurt gründete er im Jahr 1993 sein Unternehmen Team Concept GmbH, spezialisiert auf Personalsuche und Personalentwicklung. Drei seiner Fachbücher behandeln Themen der Persönlichkeitsentwicklung und Karriereplanung. Seit 2012 ist er als Autor unter dem Pseudonym „Leon Specht“ bekannt und schreibt Kriminalromane.
Breuer ist verheiratet, hat vier Kinder und lebt in der Nähe von Frankfurt am Main.

## Publikationen
- Die Offenmarktpolitik der Deutschen Bundesbank : Vorschläge, Realisierungsmöglichkeiten und Wirkungen. Dissertation. Hochschulverlag, Freiburg 1981, ISBN 3-8107-2115-8.
- Das Gorilla Prinzip - Führungsstärke durch Soziale Kompetenz. Signum Verlag, 2007, ISBN 978-3-85436-381-1.
- Es lernt der Mensch solang er lebt - Wie aus Schwächen Stärke wird. Signum Verlag, 2008, ISBN 978-3-85436-396-5.
- Das Geheimnis ENNEAGRAMM - Neue Wege zur Menschenkenntnis. Signum Verlag, 2009, ISBN 978-3-85436-411-5.
- Der stille Schrei. B3 Verlag, 2012, ISBN 978-3-943758-40-5.
- Das dunkle Echo. Waldemar Kramer Verlag, 2014, ISBN 978-3-7374-0452-5.